# Amerykański pionier

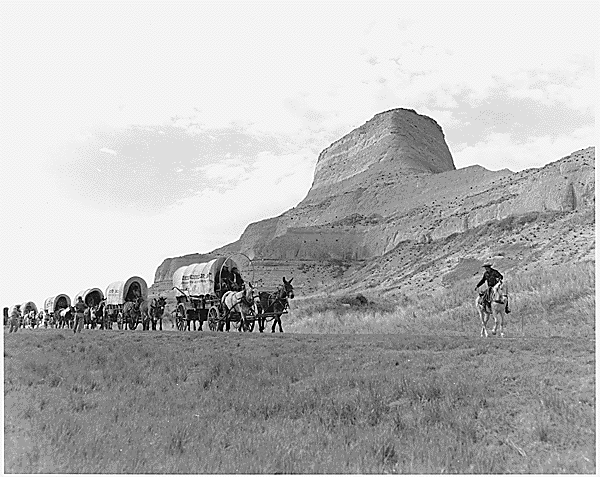
pionierzy podróżowali, często grupami, krytymi wozami

Amerykańscy pionierzy (lub pionierzy), mianem tym określa się ludzi w historii Stanów Zjednoczonych, którzy – głównie w XVIII i XIX wieku – wyruszyli na zachód (tzw. Dziki Zachód), zasiedlać nowe terytoria, zamieszkiwane dotąd przez rdzenną ludność.
Pojęciem Zachodu stopniowo określane były coraz odleglejsze tereny, a Wschodu te, które wcześniej uznawane były również za Zachód. Istotny wkład w rozwój osadnictwa miał Akt o domostwach (ang. Homestead Act) z 1862 roku, przyznający każdemu obywatelowi lub innej osobie zamierzającej przyjąć amerykańskie obywatelstwo, 65 ha niezamieszkanych, należących do państwa, ziem (odebranych Indianom) i dający możliwości ich kupna po nominalnej wartości po 5 latach ich zamieszkiwania.
Najsłynniejszymi amerykańskimi pionierami byli James Bowie i Davy Crockett.